# Commissaire Montalbano
Pour les articles homonymes, voir Montalbano.
Commissaire Montalbano (Il Commissario Montalbano) est une série télévisée italienne diffusée du 6 mai 1999 au 8 mars 2021 sur la RAI. Elle est basée sur le personnage de Salvo Montalbano d'Andrea Camilleri.
En France, la série est diffusée à partir du 1er septembre 2000 sur France 2, puis sur France 3, sous le titre Les Enquêtes de Montalbano durant les étés 2011 et 2012, puis sous son titre actuel à l'été 2013.

## Synopsis
Les enquêtes du commissaire Montalbano se déroulent à Vigata, ville fictive en Sicile.

## Distribution

### Acteurs principaux
- Luca Zingaretti (VF : Patrick Béthune puis Pascal Germain) : le commissaire Salvo Montalbano
- Peppino Mazzotta (it) (VF : Vincent de Boüard puis Xavier Béja) : Giuseppe Fazio
- Cesare Bocci (it) (VF : Jérôme Keen puis Serge Faliu) : Mimì Augello
- Davide Lo Verde (it) (VF : Laurent Morteau puis Stéphane Pouplard) : Galluzzo
- Angelo Russo (it) (VF : Michel Tugot-Doris puis Michel Mella) : Agatino Catarella
- Katharina Böhm (VF : Olivia Dutron) : Livia Burlando (saisons 1 à 8)
- Lina Perned (saison 9) puis Sonia Bergamasco (à partir de la saison 10) (VF : Emmanuelle Bondeville) : Livia Burlando
- Marcello Perracchio (it) (VF : Richard Leblond) : Dr Pasquano (jusqu'à la saison 13, à la suite de son décès en 2017)

## Production
La série débute en 1998 quand le producteur Carlo Degli Esposti, président de la Palomar, et la RAI décident d'adapter en série les romans de Camilleri, étant donné le succès éditorial de son œuvre (plus de 2 millions d'exemplaires vendus rien qu'en Italie). Les deux premiers épisodes réalisés par Alberto Sironi sont Il ladro di merendine et La voce del violino (1999) suivis par Il cane di terracotta et La forma dell'acqua (2000). L'acteur Luca Zingaretti incarne un homme de la Méditerranée, fermé, solitaire, avec un sens moral aigu, en osmose avec l'irritabilité du personnage.

## Principaux lieux de la fiction
Une grande partie de la série est tournée dans la région de Raguse, bien que les lieux décrits par Camilleri dans ses romans soient la transposition de lieux dans la région d'Agrigente : Vigata est Porto Empedocle, la capitale Montelusa est Agrigente.
Pour la série télévisée, les principaux lieux de tournage, dont certains apparaissent en vue aérienne lors du générique de début, se situent à : 
- Chiaramonte Gulfi,
- Comiso,
- Donnalucata (it),
- Ispica,
- Modica,
- Pozzallo,
- Punta Secca, où se trouve la maison du commissaire à Marinella,
- Raguse,
- Scicli, où l'ancienne mairie est devenue le commissariat de police de Vigata,
- Scoglitti qui abrite le bureau de la Garde côtière[1],[2],
- Vittoria.

| Raguse, Comiso, Vittoria | Giarratana, Chiaramonte Gulfi |        |
| Punta Secca, Scoglitti,  | Modica                        |        |
| Scicli, Donnalucata (it) | Pozzallo                      | Ispica |

Quelques lieux de tournage
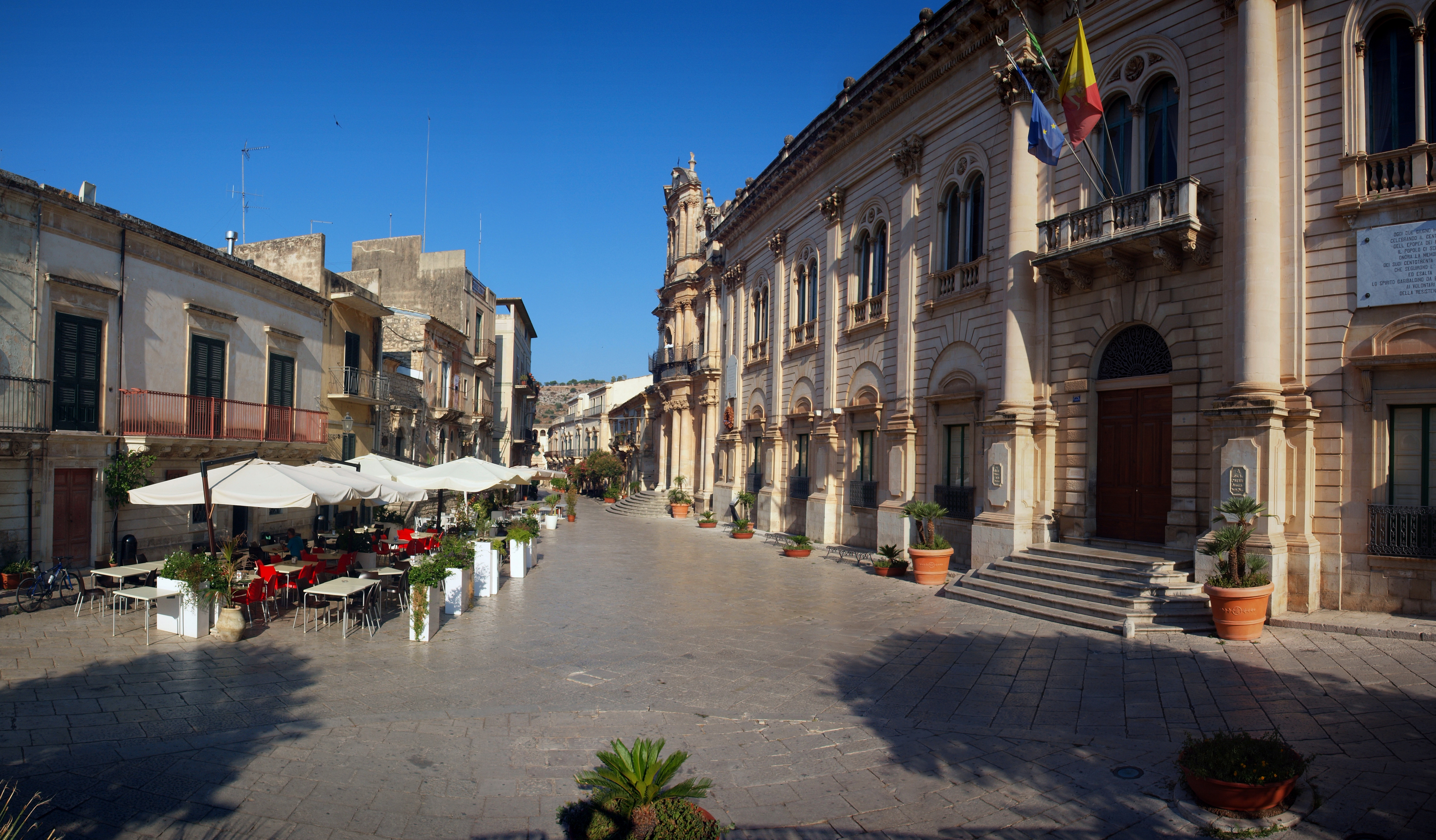
Commissariat de police de Vigata (ancienne mairie de Scicli).
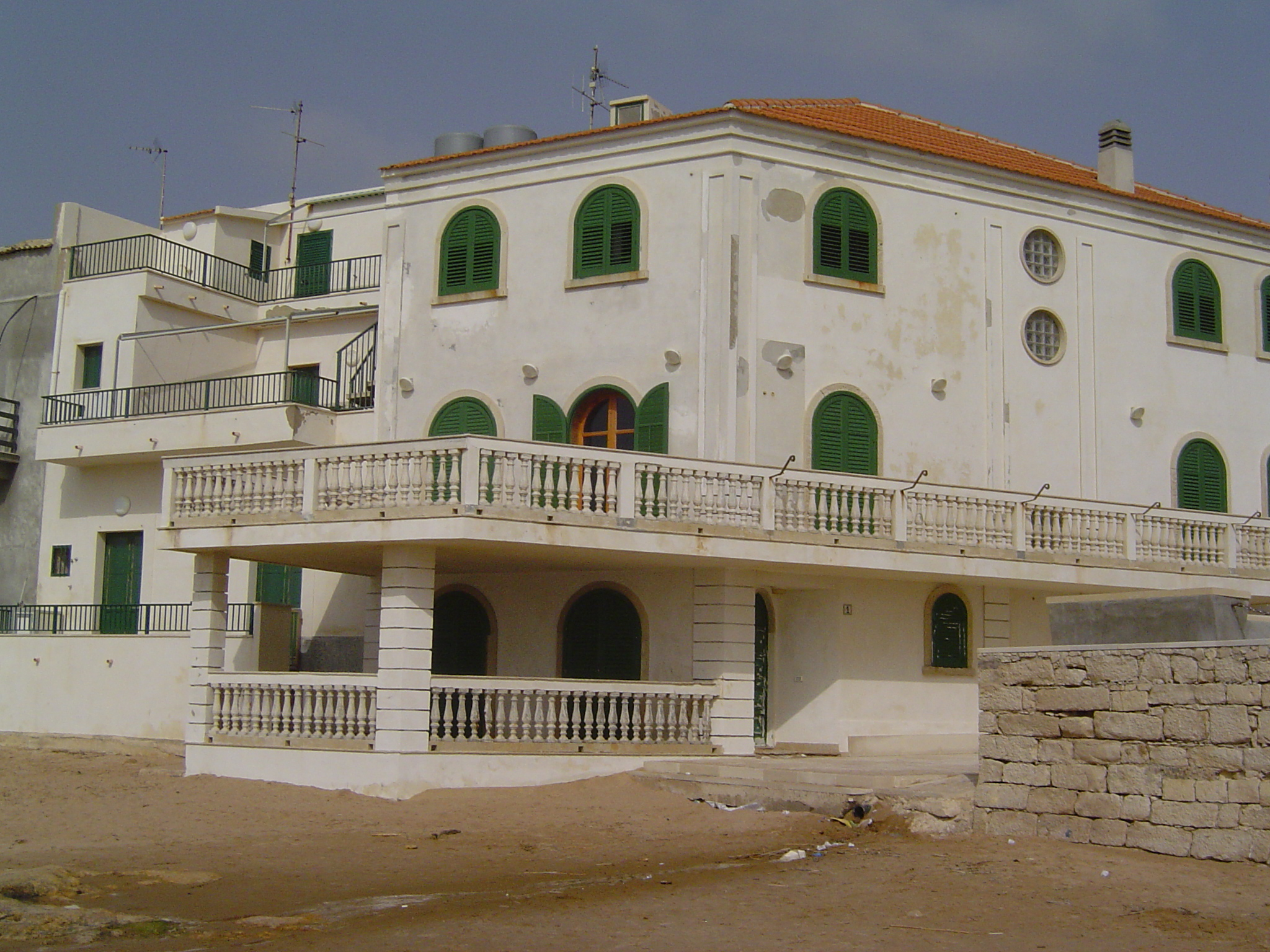
La maison de Montalbano à Marinella (Punta Secca, hameau de Santa Croce Camerina).
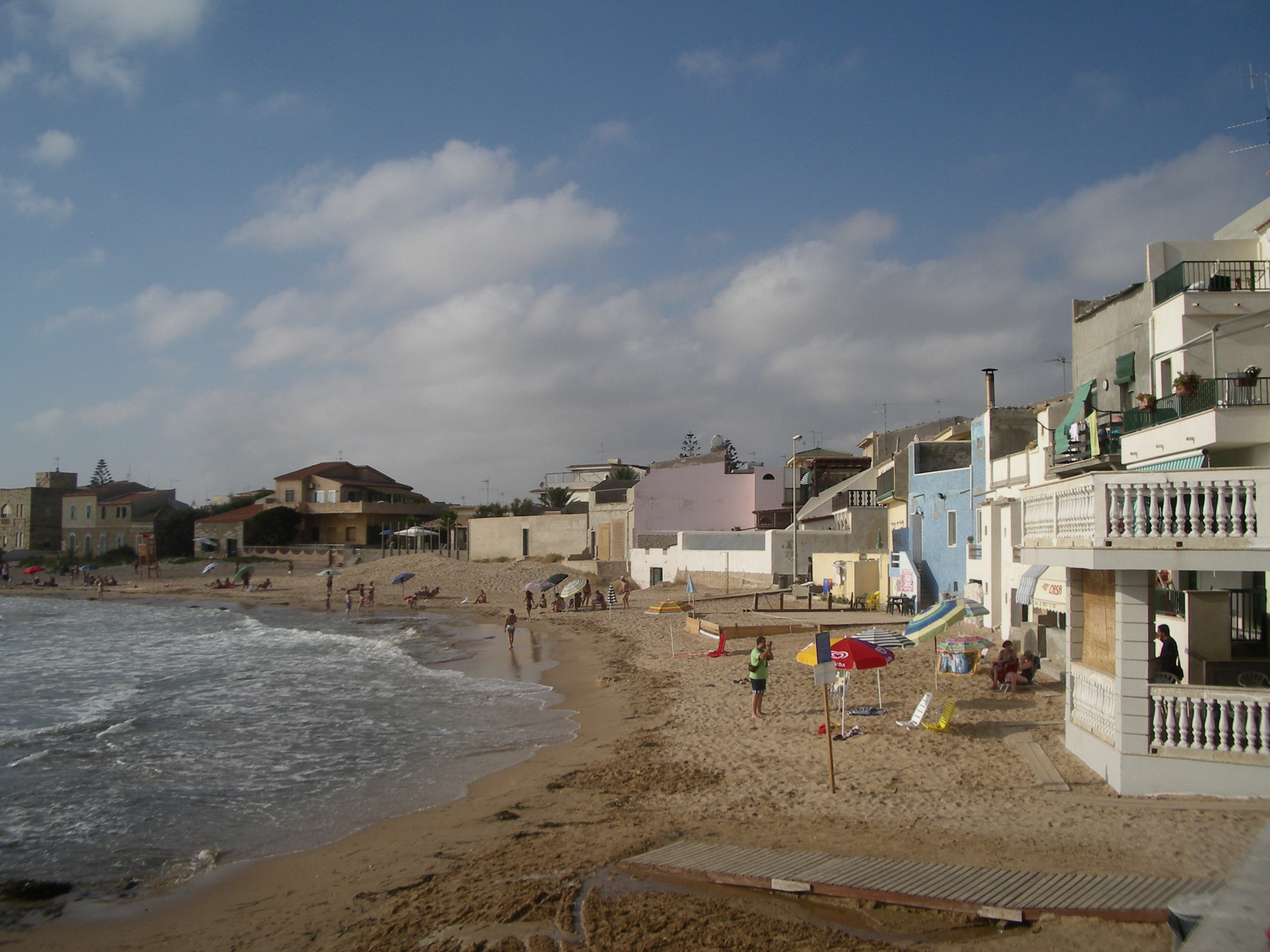
Maison de Montalbano et plage à Marinella, à l'ouest du port de Punta Secca.

## Épisodes
La série compte quinze saisons. Les années indiquées sont celles de la diffusion initiale en Italie.
Il faut noter que la version diffusée par France 3 est, le plus souvent, amputée d'une dizaine de minutes (format 95 contre 105).

### Première saison (1999)
1. [1] Le Voleur de goûter (Il ladro di merendine)
2. [2] La Voix du violon (La voce del violino)

### Deuxième saison (2000)
1. [3] La Forme de l'eau (La forma dell'acqua)
2. [4] Le Chien de faïence (Il cane di terracotta)

### Troisième saison (2001)
1. [5] L'Excursion à Tindari (La gita a Tindari)
2. [6] La Mort de l'artiste (Tocco d'artista)

### Quatrième saison (2002)
1. [7] Le Sens du toucher (Il senso del tatto)
2. [8] La Démission de Montalbano (Gli arancini di Montalbano)
3. [9] L'Odeur de la nuit (L'odore della notte)
4. [10] Le Chat et le Chardonneret (Gatto e cardellino)

### Cinquième saison (2005)
1. [11] Le Tour de la bouée (Il giro di boa)
2. [12] Sang pour sang (Par condicio)

### Sixième saison (2006)
1. [13] La Patience de l'araignée (La pazienza del ragno)
2. [14] Le Jeu du bonneteau (Il gioco delle tre carte)

### Septième saison (2008)
1. [15] Un été ardent (La vampa d'agosto)
2. [16] Les Ailes du sphinx (Le ali della sfinge)
3. [17] La Piste de sable (La pista di sabbia)
4. [18] La Lune de papier (La luna di carta)

### Huitième saison (2011)
1. [19] Le Champ du potier (Il campo del vasaio)
2. [20] La Danse de la mouette (La danza del gabbiano)
3. [21] La Chasse au trésor (La caccia al tesoro)
4. [22] L'Âge du doute (L'età del dubbio)

### Neuvième saison (2013)
1. [23] Le Sourire d'Angelica (Il sorriso di Angelica)
2. [24] Jeu de miroirs (Il gioco degli specchi)
3. [25] Une voix dans la nuit (Una voce di notte)
4. [26] Un éclat de lumière (Una lama di luce)

### Dixième saison (2016)
1. [27] Une affaire délicate  (Una faccenda delicata)
2. [28] La Pyramide de boue (La piramide di fango)

### Onzième saison (2017)
1. [29] Un nid de vipère  (Un covo di vipere)
2. [30] Selon la procédure (Come voleva la prassi)

### Douzième saison (2018)
La RAI a diffusé deux nouveaux épisodes le 12 et 19 février 2018.
1. [31] Jusqu'à la folie (La giostra degli scambi)
2. [32] L'Amour (Amore)

### Treizième saison (2019)
La RAI a diffusé deux nouveaux épisodes le 11 et 18 février 2019.
1. [33] A l'autre bout du fil (L’altro capo del filo)
2. [34] Un journal de 1943 (Un diario del ‘43)

### Quatorzième saison (2020)
La RAI a diffusé deux nouveaux épisodes le 9 et 16 mars 2020.
1. [35] Mon Salvo bien-aimé (Salvo amato, Livia mia)
2. [36] Un réseau de protection (La rete di protezione)

### Quinzième saison (2021)
1. [37] La méthode Catalanotti (Il metodo Catalanotti)